# 독일의 스포츠
독일의 스포츠는 독일의 문화와 사회에서 중요한 부분을 차지하고 있다. 세계에서 스포츠클럽이 가장 체계적이고 조직적이며 전국적으로 발달되어 있는 독일은 1970년도부터 지속적인 스포츠클럽의 발전을 위하여 ‘Sport for all'이라는 슬로건을 걸고 4년계획으로 Trimm 캠페인을 전개하고 있다. 또한 독일은 생활체육 선진국으로서 전국적으로 다양한 생활체육 시설이 균등하게 분포되어 있고, 이것을 중심으로 9만개가 넘는 스포츠클럽이 결성되어 있다. 독일인구 8200만 명 중 1/4은 체육단체 중 어느 한 곳의 회원일 정도로 각종 스포츠가 일상화되어 있다. 전통적으로 체육부분에 대한 국가의 개입이 없고 자율성을 보장한다. 스포츠에 관한 최고기구는 독일 올림픽 스포츠 연맹(DOSB)이다. 독일정부는 스포츠 장려책으로 수많은 경기 대회장 및 시설을 건설하고 지도자 교육, 체육과학에도 힘쓰고 있다.

## 역사
프리드리히 루트비히 얀(Friedrich Ludwig Jahn)은 "체조의 아버지"로 불리며 약 200년 전에 독일에 체조운동의 기초를 세웠다. Jahn은 독일이 나폴레옹과의 전쟁에서 패하여 프랑스의 지배를 받게 되자 국가를 구제할 수 있는 수단은 교육에 있다고 역설하면서 한 국가가 독립을 회복해서 이를 지키기 위해서는 국민들의 신체단련이 필수적 요소이기 때문에 지적 교육뿐 아니라 체육교육에도 같은 비중을 두어야 한다고 주장하였다. 그는 열렬한 애국자로 체육 교육이야말로 국민 건강과 체력의 초석이며, 개인의 인격과 민족의 동질성을 강화하는 데 중요하다고 믿었다. 그는 1816년에 저술한 ‘Die deutsche Turnkunst'(독일 체조술)에서, 청소년의 신체적 건강, 강건함, 기민함, 용기 등의 강화뿐만 아니라 지적 성장과 도덕 발달을 체조의 교육 목적으로 설정했다. 현대 체육의 바탕이 된 Jahn의 체조가 발생한 독일은 현대체육의 시초가 되는 나라라고 할 수 있다.
독일이 통일되기 전, 구 서독정부는 제2차 세계대전이 끝난 후 국민건강과 생활체육 진흥을 위한 15년 간의 ‘황금계획(Golden Plan)’을 세웠다. 1959년 독일 올림픽 협회에서 처음 공포되었던 골든 플랜을 기초로 1960년부터 ‘건강·경기·휴양을 위한 골든 플랜’을 꾸준히 진행한 결과 체육시설 인프라 확충에 크게 기여했으며, 현재 그 가치를 충분히 인정받고 있다. 당시 골든 플랜을 천명한 이유는 아동의 놀이 및 운동 결핍, 학교에서의 체육교육 결핍, 일반인의 직업생활 및 여가 시 운동부족으로 인해 국민건강이 저하되고 위협적인 상태에 이르렀다고 판단한데 따른 것이다. 이에 따라 총 174억 마르크를 체육시설 인프라 확충에 투자해 방대한 규모의 체육시설을 건설했다. 반면, 구 동독지역의 각 연방 주는 1990년 10월 독일 통일과 함께 사회주의적 정책에서 벗어나 포괄적인 체육개발정책을 위한 프로그램을 마련해 ‘Golden Plan East’라 명명하고 구 서독 수준으로 끌어올리기 위한 시설 확충에 힘쓰고 있다.

## 올림픽

### 하계 올림픽
2010년까지의 하계 올림픽에서 독일 통산 메달 획득 수는 5위를 기록하고 있다. 동독은 10위, 서독이 21위이고 이를 합산하면 독일 전체로는 미국과 러시아(구 소련 포함)에 이어 3위이다. 멜버른 올림픽에서 도쿄 올림픽은 통일 독일 팀으로 참가하여 특별한 독일 국기를 사용하였다. 독일이 개최한 하계 올림픽은 1936년에 베를린 올림픽, 1972년에 뮌헨 올림픽이다.

### 동계 올림픽
2010년까지 동계 올림픽에서 독일 통산 메달 획득 수는 5위를 기록하고 있다. 동독은 10위, 서독은 17위를 기록하고 있으며, 이들을 합산하면 독일 전체로는 1위가 된다. 독일이 개최 한 동계 올림픽은 1936년, 바이에른주에서 열린 가르미슈파르텐키르헨 올림픽뿐이다. 2006년 토리노 올림픽에서 독일은 금메달 수와 총 획득 메달 수에서 참가국 중 최다를 기록했다.

## 축구
독일의 가장 최상위 프로축구 리그인 분데스리가는 세계 프로 스포츠 리그 중 가장 관람자수가 많은 리그중 하나이다. 1963년 설립되었으며 1974년 독일이 월드컵에서 우승하며 최강의 리그로 자리 잡게 되었다. 총 2부로 구성되어 있으며 1부에 18개, 2부에 18개 클럽이 소속되어 있다. 1부 리그의 최다 우승 클럽은 23회의 우승을 차지한 FC 바이에른 뮌헨이며 여전히 1부 리그에서 맹활약하고 있다.
독일 축구 국가대표팀은 국제 축구에서 전통적인 힘을 가진 팀 중 하나이다. 서독은 FIFA 월드컵에서 1954, 1974, 1990년도 3번 우승하였으며 유럽 축구 선수권대회에서 1972, 1980년도에 우승을 차지하였고 1996년에는 통일된 독일이 우승을 차지하였다. 게르트 뮐러는 68골을 기록하며 최다 득점자로 자리매김하고 있으나, 그의 명성은 월드컵에서 우승한 프란츠 베켄 바우어감독과 그 선수들에 가려져 있다.
1974년과 2006년에 독일도 월드컵을 개최하였는데 2006년에 이탈리아에 패배하여 3위에 그쳤다.
여자 축구대표팀 또한 세계적인데, UEFA 여자 선수권에서 서독의 2번을 포함하여 총 7회 우승 경험이 있고 2003년과 2007년에 2회 연속 FIFA 월드컵에서 우승을 차지하였다. FIFA 월드컵에서 남녀 모두 우승을 차지한 나라는 독일 뿐이다.

## 모터 스포츠
독일은 모터 스포츠의 주요 국가 중 하나이다. 가장 성공적인 F1 드라이버로는 미하엘 슈마허를 꼽을 수 있다. 슈마허는 F1 세계 선수권 대회에서 사상 최다인 7회 우승을 차지했다. 또한 르망 24시 레이스에서 포르쉐는 16회 우승을 차지하고 있다. 독일 투어링 카 챔피언십도 독일에서 가장 인기있는 대회이다.

## 자전거 경기
다른 유럽 국가뿐만 아니라 독일에서는 자전거 경기가 인기를 끌고 있다. 대표 선수로는 독일 선수중 처음으로 Tour de France를 제패한 로드 레이스 선수 얀 울리히(Jan Ullrich)가 있다. 울리히의 등장으로 독일 내에서 로드 레이스의 인기가 늘어났다.

## 봅슬레이
봅슬레이의 강호로 알려진 독일은 동계올림픽 메달 수가 스위스에 이어 2위를 차지하고 있다. 토리노 동계올림픽에서는 봅슬레이의 모든 종목에서 독일이 우승을 차지했다.